# Svetovni pokal v smučarskih skokih 2017
Svetovni pokal v smučarskih skokih 2016/17 je bila osemintrideseta sezona svetovnega pokala v smučarskih skokih za moške, uradno dvajseta sezona svetovnega pokala v smučarskih poletih in šesta sezona za ženske. Sezona se je začela 26. novembra 2016 v Kuusamu/Ruki in se končala 26. marca 2017 z moškimi zaključila v Planici.
Koledar je bil uradno potrjen dva meseca kasneje na kongresu FIS v Cancunu v Mehiki. Po štirih letih premora je bilo že skoraj gotovo da se v koledar svetovnega pokala vrača nemški FIS Team Tour 2017, a so ga zadnji trenutek odpovedali saj je moral Klingenthal vskočiti kot nadomestni prireditelj tekem na začetku sezone. Prvič v zgodovini bo na koledarju tekem svetovnega pokala tudi Južna Koreja, saj bo Pjongčang imel generalko pred olimpijskimi igrami, ki jih prireja za leto 2018.
To sezono pa bo premierno izvedbo ugledala tudi Norveška Raw Air turneja štirih skakalnic, ki naj bi postala tradicionalna in bo prvič potekala med 10. in 19. marcem 2017 in sicer na štirih različnih skakalnicah: Oslo, Lillehammer, Trondheim in Vikersund. Tekmovanje bo potekalo kar 10 dni zapored, skupaj kar 16 serij pa bo štelo na končni lestvici tekmovanja: 8 serij na štirih posamičnih tekmah, 4 serije posamičnih rezultatov iz dveh ekipnih tekem in vse 4 kvalifikacijske serije.
Janne Ahonen je na otvoritveni tekmi sezone v Ruki na Finskem v svetovnem pokalu posamično nastopil že 400 krat.
17. decembra 2016 v Engelbergu so prvič v zgodovini svetovnega pokala na posamični tekmi nastopili trije bratje. To so bratje Prevc: Domen, Cene in Peter.
28. januarja 2017 so v Wilingenu prvič v zgodovini svetovnega pokala na ekipni tekmi nastopili trije bratje. To so bratje Prevc: Domen, Cene in Peter. Za reprezentanco Slovenije so nastopili skupaj z Jurijem Tepešem.
13. marca 2017 je Fatih Arda İpcioğlu nastopil v Lillehammerju kot prvi Turek v zgodovini svetovnega pokala.

## Koledar

### Moški
| Šte.                                                                                     | Sezona                                                                                   | Datum                                                                                    | Kraj                                                                                     | Skakalnica                                                                               | Tekma                                                                                    | Zmagovalec | Drugi | Tretji | Rumena majica | Ref. |
| ---------------------------------------------------------------------------------------- | ---------------------------------------------------------------------------------------- | ---------------------------------------------------------------------------------------- | ---------------------------------------------------------------------------------------- | ---------------------------------------------------------------------------------------- | ---------------------------------------------------------------------------------------- | --- | --- | --- | --- | --- |
| 900                                                                                      | 1                                                                                        | 26. november 2016                                                                        | Ruka                                                                                     | Rukatunturi HS142 (nočna)                                                                | VE 637                                                                                   | Domen Prevc | Severin Freund | Peter Prevc | Domen Prevc | [ 3 ] |
| 901                                                                                      | 2                                                                                        | 27. november 2016                                                                        | Ruka                                                                                     | Rukatunturi HS142 (nočna)                                                                | VE 638                                                                                   | Severin Freund | Daniel-André Tande | Manuel Fettner | Severin Freund | [ 4 ] |
| 902                                                                                      | 3                                                                                        | 4. december 2016                                                                         | Klingenthal                                                                              | Vogtland Arena HS140 (nočna)                                                             | VE 639                                                                                   | Domen Prevc | Daniel-André Tande | Stefan Kraft | Domen Prevc | [ 5 ] |
|                                                                                          |                                                                                          | 10. december 2016                                                                        | Nižni Tagil                                                                              | Tramplin Stork HS134 (nočna)                                                             | VE odp                                                                                   | že dokončen koledar so morali spremeniti, tekmi pa odpovedati in prestaviti v Lillehammer, saj organizator še ni namestil protivetrne zaščite z mrežo in še tudi ni izplačal tekmovalcem vseh nagrad iz preteklih tekmovanj | že dokončen koledar so morali spremeniti, tekmi pa odpovedati in prestaviti v Lillehammer, saj organizator še ni namestil protivetrne zaščite z mrežo in še tudi ni izplačal tekmovalcem vseh nagrad iz preteklih tekmovanj | že dokončen koledar so morali spremeniti, tekmi pa odpovedati in prestaviti v Lillehammer, saj organizator še ni namestil protivetrne zaščite z mrežo in še tudi ni izplačal tekmovalcem vseh nagrad iz preteklih tekmovanj | že dokončen koledar so morali spremeniti, tekmi pa odpovedati in prestaviti v Lillehammer, saj organizator še ni namestil protivetrne zaščite z mrežo in še tudi ni izplačal tekmovalcem vseh nagrad iz preteklih tekmovanj | že dokončen koledar so morali spremeniti, tekmi pa odpovedati in prestaviti v Lillehammer, saj organizator še ni namestil protivetrne zaščite z mrežo in še tudi ni izplačal tekmovalcem vseh nagrad iz preteklih tekmovanj |
| 11. december 2016                                                                        | Nižni Tagil                                                                              | Tramplin Stork HS134 (nočna)                                                             | VE odp                                                                                   |                                                                                          |                                                                                          | že dokončen koledar so morali spremeniti, tekmi pa odpovedati in prestaviti v Lillehammer, saj organizator še ni namestil protivetrne zaščite z mrežo in še tudi ni izplačal tekmovalcem vseh nagrad iz preteklih tekmovanj | že dokončen koledar so morali spremeniti, tekmi pa odpovedati in prestaviti v Lillehammer, saj organizator še ni namestil protivetrne zaščite z mrežo in še tudi ni izplačal tekmovalcem vseh nagrad iz preteklih tekmovanj | že dokončen koledar so morali spremeniti, tekmi pa odpovedati in prestaviti v Lillehammer, saj organizator še ni namestil protivetrne zaščite z mrežo in še tudi ni izplačal tekmovalcem vseh nagrad iz preteklih tekmovanj | že dokončen koledar so morali spremeniti, tekmi pa odpovedati in prestaviti v Lillehammer, saj organizator še ni namestil protivetrne zaščite z mrežo in še tudi ni izplačal tekmovalcem vseh nagrad iz preteklih tekmovanj | že dokončen koledar so morali spremeniti, tekmi pa odpovedati in prestaviti v Lillehammer, saj organizator še ni namestil protivetrne zaščite z mrežo in še tudi ni izplačal tekmovalcem vseh nagrad iz preteklih tekmovanj |
| 903                                                                                      | 4                                                                                        | 10. december 2016                                                                        | Lillehammer                                                                              | Lysgårdsbakken HS138 (nočna)                                                             | VE 640                                                                                   | Domen Prevc | Daniel-André Tande | Stefan Kraft | Domen Prevc | [ 8 ] |
| 904                                                                                      | 5                                                                                        | 11. december 2016                                                                        | Lillehammer                                                                              | Lysgårdsbakken HS138 (nočna)                                                             | VE 641                                                                                   | Kamil Stoch | Maciej Kot | Markus Eisenbichler | Domen Prevc | [ 9 ] |
| 905                                                                                      | 6                                                                                        | 17. december 2016                                                                        | Engelberg                                                                                | Gross-Titlis-Schanze HS140 (nočna)                                                       | VE 642                                                                                   | Michael Hayböck | Domen Prevc | Andreas Kofler | Domen Prevc | [ 10 ] |
| 906                                                                                      | 7                                                                                        | 18. december 2016                                                                        | Engelberg                                                                                | Gross-Titlis-Schanze HS140                                                               | VE 643                                                                                   | Domen Prevc | Kamil Stoch | Stefan Kraft | Domen Prevc | [ 11 ] |
|                                                                                          |                                                                                          |                                                                                          |                                                                                          |                                                                                          |                                                                                          | | | | | |
| 907                                                                                      | 8                                                                                        | 30. december 2016                                                                        | Oberstdorf                                                                               | Schattenbergschanze HS137 (nočna)                                                        | VE 644                                                                                   | Stefan Kraft | Kamil Stoch | Michael Hayböck | Domen Prevc | [ 12 ] |
| 908                                                                                      | 9                                                                                        | 1. januar 2017                                                                           | Garmisch-Partenkirchen                                                                   | Große Olympiaschanze HS140                                                               | VE 645                                                                                   | Daniel-André Tande | Kamil Stoch | Stefan Kraft | Domen Prevc | [ 13 ] |
| 909                                                                                      | 10                                                                                       | 4. januar 2017                                                                           | Innsbruck                                                                                | Bergiselschanze HS130                                                                    | VE 646                                                                                   | Daniel-André Tande | Robert Johansson | Jevgenij Klimov | Daniel-André Tande | [ 14 ] |
| 910                                                                                      | 11                                                                                       | 6. januar 2017                                                                           | Bischofshofen                                                                            | Paul-Ausserleitner-Schanze HS140 (nočna)                                                 | VE 647                                                                                   | Kamil Stoch | Michael Hayböck | Piotr Żyła | Domen Prevc | [ 15 ] |
| 65. Novoletna turneja skupno (30. december 2016 – 6. januar 2017)                        | 65. Novoletna turneja skupno (30. december 2016 – 6. januar 2017)                        | 65. Novoletna turneja skupno (30. december 2016 – 6. januar 2017)                        | 65. Novoletna turneja skupno (30. december 2016 – 6. januar 2017)                        | 65. Novoletna turneja skupno (30. december 2016 – 6. januar 2017)                        | 65. Novoletna turneja skupno (30. december 2016 – 6. januar 2017)                        | Kamil Stoch | Piotr Żyła | Daniel-André Tande | | |
|                                                                                          |                                                                                          |                                                                                          |                                                                                          |                                                                                          |                                                                                          | | | | | |
| 911                                                                                      | 12                                                                                       | 14. januar 2017                                                                          | Wisła                                                                                    | Malinka HS134                                                                            | VE 648                                                                                   | Kamil Stoch | Stefan Kraft | Andreas Wellinger | Kamil Stoch | [ 16 ] |
| 912                                                                                      | 13                                                                                       | 15. januar 2017                                                                          | Wisła                                                                                    | Malinka HS134                                                                            | VE 649                                                                                   | Kamil Stoch | Daniel-André Tande | Domen Prevc | Kamil Stoch | [ 17 ] |
| 913                                                                                      | 14                                                                                       | 22. januar 2017                                                                          | Zakopane                                                                                 | Wielka Krokiew HS134 (nočna)                                                             | VE 650                                                                                   | Kamil Stoch | Andreas Wellinger | Richard Freitag | Kamil Stoch | [ 18 ] |
| 914                                                                                      | 15                                                                                       | 29. januar 2017                                                                          | Willingen                                                                                | Mühlenkopfschanze HS145 (nočna)                                                          | VE 651                                                                                   | Andreas Wellinger | Stefan Kraft | Manuel Fettner | Kamil Stoch | [ 19 ] |
| 915                                                                                      | 16                                                                                       | 4. februar 2017                                                                          | Oberstdorf                                                                               | Heini-Klopfer-Skiflugschanze HS225 (nočna)                                               | LE 111                                                                                   | Stefan Kraft | Andreas Wellinger | Kamil Stoch | Kamil Stoch | [ 20 ] |
| 916                                                                                      | 17                                                                                       | 5. februar 2017                                                                          | Oberstdorf                                                                               | Heini-Klopfer-Skiflugschanze HS225                                                       | LE 112                                                                                   | Stefan Kraft | Andreas Wellinger | Jurij Tepeš | Kamil Stoch | [ 21 ] |
| 917                                                                                      | 18                                                                                       | 11. februar 2017                                                                         | Saporo                                                                                   | Ōkurayama HS137 (nočna)                                                                  | VE 652                                                                                   | Maciej Kot Peter Prevc | | Stefan Kraft | Kamil Stoch | [ 22 ] |
| 918                                                                                      | 19                                                                                       | 12. februar 2017                                                                         | Saporo                                                                                   | Ōkurayama HS137                                                                          | VE 653                                                                                   | Kamil Stoch | Andreas Wellinger | Stefan Kraft | Kamil Stoch | [ 23 ] |
| 919                                                                                      | 20                                                                                       | 15. februar 2017                                                                         | Pjongčang                                                                                | Alpensia HS140 (nočna)                                                                   | VE 654                                                                                   | Stefan Kraft | Andreas Wellinger | Kamil Stoch | Kamil Stoch | [ 24 ] |
| 920                                                                                      | 21                                                                                       | 16. februar 2017                                                                         | Pjongčang                                                                                | Alpensia HS109 (nočna)                                                                   | SR 154                                                                                   | Maciej Kot | Stefan Kraft | Andreas Wellinger | Kamil Stoch | [ 25 ] |
| Svetovno prvenstvo v nordijskem smučanju 2017                                            |                                                                                          |                                                                                          |                                                                                          |                                                                                          |                                                                                          | | | | | |
|                                                                                          |                                                                                          |                                                                                          |                                                                                          |                                                                                          |                                                                                          | | | | | |
| Q                                                                                        | Q                                                                                        | 10. marec 2017                                                                           | Oslo                                                                                     | Holmenkollbakken HS134                                                                   | VE Kva                                                                                   | Andreas Wellinger | Peter Prevc | Richard Freitag | kvalifikacijska serija | [ 26 ] |
| ekipno                                                                                   | ekipno                                                                                   | 11. marec 2017                                                                           | Oslo                                                                                     | Holmenkollbakken HS134                                                                   | VE Ekt                                                                                   | Stefan Kraft | Piotr Żyła | Michael Hayböck | dve seriji ekipno | |
| 921                                                                                      | 22                                                                                       | 12. marec 2017                                                                           | Oslo                                                                                     | Holmenkollbakken HS134                                                                   | VE 655                                                                                   | Stefan Kraft | Andreas Wellinger | Markus Eisenbichler | Stefan Kraft | [ 27 ] |
| Q                                                                                        | Q                                                                                        | 13. marec 2017                                                                           | Lillehammer                                                                              | Lysgårdsbakken HS138 (nočna)                                                             | VE Kva                                                                                   | Markus Eisenbichler | Richard Freitag | Stefan Kraft | kvalifikacijska serija | [ 28 ] |
|                                                                                          |                                                                                          | 14. marec 2017                                                                           | Lillehammer                                                                              | Lysgårdsbakken HS138 (nočna)                                                             | VE odp                                                                                   | premočan veter; odpovedano po 26 od 50 skakalcev in prestavljeno v Vikersund | premočan veter; odpovedano po 26 od 50 skakalcev in prestavljeno v Vikersund | premočan veter; odpovedano po 26 od 50 skakalcev in prestavljeno v Vikersund | premočan veter; odpovedano po 26 od 50 skakalcev in prestavljeno v Vikersund | premočan veter; odpovedano po 26 od 50 skakalcev in prestavljeno v Vikersund |
| Q                                                                                        | Q                                                                                        | 15. marec 2017                                                                           | Trondheim                                                                                | Granåsen HS140 (nočna)                                                                   | VE Kva                                                                                   | Kamil Stoch | Andreas Stjernen | Andreas Wellinger | kvalifikacijska serija | [ 29 ] |
| 922                                                                                      | 23                                                                                       | 16. marec 2017                                                                           | Trondheim                                                                                | Granåsen HS140 (nočna)                                                                   | VE 656                                                                                   | Stefan Kraft | Andreas Stjernen | Andreas Wellinger | Stefan Kraft | [ 30 ] |
| 923                                                                                      | 24                                                                                       | 17. marec 2017                                                                           | Vikersund                                                                                | Vikersundbakken HS225                                                                    | LE odp                                                                                   | močan veter; prestavljena tekma iz Lillehammerja z eno serijo odpovedana in bila izpeljana kot prolog | močan veter; prestavljena tekma iz Lillehammerja z eno serijo odpovedana in bila izpeljana kot prolog | močan veter; prestavljena tekma iz Lillehammerja z eno serijo odpovedana in bila izpeljana kot prolog | močan veter; prestavljena tekma iz Lillehammerja z eno serijo odpovedana in bila izpeljana kot prolog | močan veter; prestavljena tekma iz Lillehammerja z eno serijo odpovedana in bila izpeljana kot prolog |
| Q                                                                                        | Q                                                                                        | 17. marec 2017                                                                           | Vikersund                                                                                | Vikersundbakken HS225 (nočna)                                                            | LE Kva                                                                                   | Kamil Stoch | Andreas Wellinger | Domen Prevc | kvalifikacijska serija | [ 31 ] |
| ekipno                                                                                   | ekipno                                                                                   | 18. marec 2017                                                                           | Vikersund                                                                                | Vikersundbakken HS225                                                                    | LE Ekt                                                                                   | Stefan Kraft | Kamil Stoch | Andreas Wellinger | dve seriji ekipno | |
| 924                                                                                      | 25                                                                                       | 19. marec 2017                                                                           | Vikersund                                                                                | Vikersundbakken HS225                                                                    | LE 113                                                                                   | Kamil Stoch | Noriaki Kasai | Michael Hayböck | Stefan Kraft | [ 32 ] |
| 1. Raw Air skupno (10.–19. marec); vštete tudi 4 ekipne serije + 4 prologi/kvalifikacije | 1. Raw Air skupno (10.–19. marec); vštete tudi 4 ekipne serije + 4 prologi/kvalifikacije | 1. Raw Air skupno (10.–19. marec); vštete tudi 4 ekipne serije + 4 prologi/kvalifikacije | 1. Raw Air skupno (10.–19. marec); vštete tudi 4 ekipne serije + 4 prologi/kvalifikacije | 1. Raw Air skupno (10.–19. marec); vštete tudi 4 ekipne serije + 4 prologi/kvalifikacije | 1. Raw Air skupno (10.–19. marec); vštete tudi 4 ekipne serije + 4 prologi/kvalifikacije | Stefan Kraft | Kamil Stoch | Andreas Wellinger | | |
|                                                                                          |                                                                                          |                                                                                          |                                                                                          |                                                                                          |                                                                                          | | | | | |
| 925                                                                                      | 26                                                                                       | 24. marec 2017                                                                           | Planica                                                                                  | Letalnica bratov Gorišek HS225                                                           | LE 114                                                                                   | Stefan Kraft | Andreas Wellinger | Markus Eisenbichler | Stefan Kraft | [ 33 ] |
| 926                                                                                      | 27                                                                                       | 26. marec 2017                                                                           | Planica                                                                                  | Letalnica bratov Gorišek HS225                                                           | LE 115                                                                                   | Stefan Kraft | Andreas Wellinger | Noriaki Kasai | Stefan Kraft | [ 34 ] |

### Ženske
| Šte.                                          | Sezona | Datum             | Kraj              | Skakalnica                        | Tekma  | Zmagovalka        | Druga                  | Tretja                     | Rumena majica | Ref.   |
| --------------------------------------------- | ------ | ----------------- | ----------------- | --------------------------------- | ------ | ----------------- | ---------------------- | -------------------------- | ------------- | ------ |
| 78                                            | 1      | 2. december 2016  | Lillehammer       | Lysgårdsbakken HS100 (nočna)      | SR 073 | Sara Takanaši     | Juki Ito               | Anna Rupprecht             | Sara Takanaši | [ 35 ] |
| 79                                            | 2      | 3. december 2016  | Lillehammer       | Lysgårdsbakken HS100 (nočna)      | SR 074 | Sara Takanaši     | Juki Ito               | Jacqueline Seifriedsberger | Sara Takanaši | [ 36 ] |
| 80                                            | 3      | 10. december 2016 | Nižni Tagil       | Tramplin Stork HS100 (nočna)      | SR 075 | Maren Lundby      | Daniela Iraschko-Stolz | Sara Takanaši              | Sara Takanaši | [ 37 ] |
| 81                                            | 4      | 11. december 2016 | Nižni Tagil       | Tramplin Stork HS100 (nočna)      | SR 076 | Sara Takanaši     | Daniela Iraschko-Stolz | Jacqueline Seifriedsberger | Sara Takanaši | [ 38 ] |
| 82                                            | 5      | 7. januar 2017    | Oberstdorf        | Schattenbergschanze HS137 (nočna) | VE 006 | Sara Takanaši     | Irina Avvakumova       | Jūki Itō                   | Sara Takanaši | [ 39 ] |
| 83                                            | 6      | 8. januar 2017    | Oberstdorf        | Schattenbergschanze HS137 (nočna) | VE 007 | Sara Takanaši     | Ema Klinec             | Irina Avvakumova           | Sara Takanaši | [ 40 ] |
| 84                                            | 7      | 14. januar 2017   | Saporo            | Miyanomori HS100                  | SR 077 | Juki Ito          | Sara Takanaši          | Maren Lundby               | Sara Takanaši | [ 41 ] |
| 85                                            | 8      | 15. januar 2017   | Saporo            | Miyanomori HS100                  | SR 078 | Maren Lundby      | Juki Ito               | Katharina Althaus          | Sara Takanaši | [ 42 ] |
| 86                                            | 9      | 20. januar 2017   | Zaō               | Yamagata HS103 (nočna)            | SR 079 | Juki Ito          | Manuela Malsiner       | Irina Avvakumova           | Sara Takanaši | [ 43 ] |
| 87                                            | 10     | 21. januar 2017   | Zaō               | Yamagata HS103 (nočna)            | SR 080 | Juki Ito          | Sara Takanaši          | Maren Lundby               | Sara Takanaši | [ 44 ] |
| 88                                            | 11     | 28. januar 2017   | Râșnov            | Trambulina Valea Cărbunării HS100 | SR 081 | Maren Lundby      | Sara Takanaši          | Juki Ito                   | Sara Takanaši | [ 45 ] |
| 89                                            | 12     | 29. januar 2017   | Râșnov            | Trambulina Valea Cărbunării HS100 | SR 082 | Sara Takanaši     | Maren Lundby           | Daniela Iraschko-Stolz     | Sara Takanaši | [ 46 ] |
| 90                                            | 13     | 4. februar 2017   | Hinzenbach        | Langenwaldschanze HS94            | SR 083 | Sara Takanaši     | Katharina Althaus      | Carina Vogt                | Sara Takanaši | [ 47 ] |
| 91                                            | 14     | 5. februar 2017   | Hinzenbach        | Langenwaldschanze HS94            | SR 084 | Sara Takanaši     | Carina Vogt            | Maren Lundby               | Sara Takanaši | [ 48 ] |
| 92                                            | 15     | 11. februar 2017  | Ljubno ob Savinji | Skakalni center Savina HS95       | SR 085 | Maren Lundby      | Daniela Iraschko-Stolz | Katharina Althaus          | Sara Takanaši | [ 49 ] |
| 93                                            | 16     | 12. februar 2017  | Ljubno ob Savinji | Skakalni center Savina HS95       | SR 086 | Katharina Althaus | Carina Vogt            | Svenja Würth               | Sara Takanaši | [ 50 ] |
| 94                                            | 17     | 15. februar 2017  | Pjongčang         | Alpensia HS109 (nočna)            | SR 087 | Juki Ito          | Sara Takanaši          | Ema Klinec                 | Sara Takanaši | [ 51 ] |
| 95                                            | 18     | 16. februar 2017  | Pjongčang         | Alpensia HS109                    | SR 088 | Sara Takanaši     | Juki Ito               | Maren Lundby               | Sara Takanaši | [ 52 ] |
| Svetovno prvenstvo v nordijskem smučanju 2017 |        |                   |                   |                                   |        |                   |                        |                            |               |        |
| 96                                            | 19     | 12. marec 2017    | Oslo              | Holmenkollbakken HS134            | VE 008 | Juki Ito          | Sara Takanaši          | Maren Lundby               | Sara Takanaši | [ 53 ] |

### Ekipno moški
| Šte. | Sezona | Datum            | Kraj        | Skakalnica                      | Tekma  | Zmagovalci                                                                         | Drugi                                                                               | Tretji                                                                             | Rumena majica | Ref.   |
| ---- | ------ | ---------------- | ----------- | ------------------------------- | ------ | ---------------------------------------------------------------------------------- | ----------------------------------------------------------------------------------- | ---------------------------------------------------------------------------------- | ------------- | ------ |
| 82   | 1      | 3. december 2016 | Klingenthal | Vogtland Arena HS140 (nočna)    | VE 063 | PoljskaPiotr Żyła Kamil Stoch Dawid Kubacki Maciej Kot                             | NemčijaMarkus Eisenbichler · Andreas Wellinger · Richard Freitag · Severin Freund · | AvstrijaMichael Hayböck · Stefan Kraft · Andreas Kofler · Manuel Fettner ·         | Nemčija       | [ 54 ] |
| 83   | 2      | 21. januar 2017  | Zakopane    | Wielka Krokiew HS134 (nočna)    | VE 064 | NemčijaMarkus Eisenbichler · Andreas Wellinger · Stephan Leyhe · Richard Freitag · | PoljskaPiotr Żyła Maciej Kot Dawid Kubacki Kamil Stoch                              | SlovenijaJurij Tepeš Peter Prevc Jernej Damjan Domen Prevc                         | Poljska       | [ 55 ] |
| 84   | 3      | 28. januar 2017  | Willingen   | Mühlenkopfschanze HS145 (nočna) | VE 065 | PoljskaPiotr Żyła Dawid Kubacki Maciej Kot Kamil Stoch                             | AvstrijaMichael Hayböck · Manuel Fettner · Gregor Schlierenzauer · Stefan Kraft ·   | NemčijaMarkus Eisenbichler · Stephan Leyhe · Andreas Wellinger · Richard Freitag · | Poljska       | [ 56 ] |
|      |        |                  |             |                                 |        |                                                                                    |                                                                                     |                                                                                    |               |        |
| 85   | 4      | 11. marec 2017   | Oslo        | Holmenkollbakken HS134          | VE 066 | AvstrijaMichael Hayböck · Manuel Fettner · Markus Schiffner · Stefan Kraft ·       | NemčijaMarkus Eisenbichler · Stephan Leyhe · Richard Freitag · Andreas Wellinger ·  | PoljskaPiotr Żyła Kamil Stoch Dawid Kubacki Maciej Kot                             | Poljska       | [ 57 ] |
| 86   | 5      | 18. marec 2017   | Vikersund   | Vikersundbakken HS225           | LE 018 | NorveškaDaniel-André Tande Robert Johansson Johann André Forfang Andreas Stjernen  | PoljskaPiotr Żyła Dawid Kubacki Maciej Kot Kamil Stoch                              | AvstrijaMichael Hayböck · Manuel Fettner · Gregor Schlierenzauer · Stefan Kraft ·  | Poljska       | [ 58 ] |
|      |        |                  |             |                                 |        |                                                                                    |                                                                                     |                                                                                    |               |        |
| 87   | 6      | 25. marec 2017   | Planica     | Letalnica bratov Gorišek HS225  | LE 019 | NorveškaRobert Johansson Johann André Forfang Anders Fannemel Andreas Stjernen     | NemčijaMarkus Eisenbichler · Richard Freitag · Karl Geiger · Andreas Wellinger ·    | PoljskaPiotr Żyła Dawid Kubacki Maciej Kot Kamil Stoch                             | Poljska       | [ 59 ] |

## Moška lestvica
| Uvr. |                     | Točke |
| ---- | ------------------- | ----- |
| 1    | Stefan Kraft        | 1665  |
| 2    | Kamil Stoch         | 1524  |
| 3    | Daniel-André Tande  | 1201  |
| 4    | Andreas Wellinger   | 1161  |
| 5    | Maciej Kot          | 985   |
| 6    | Domen Prevc         | 963   |
| 7    | Michael Hayböck     | 814   |
| 8    | Markus Eisenbichler | 807   |
| 9    | Peter Prevc         | 716   |
| 10   | Manuel Fettner      | 703   |

| Uvr. |           | Točke |
| ---- | --------- | ----- |
| 1    | Poljska   | 5833  |
| 2    | Avstrija  | 5586  |
| 3    | Nemčija   | 5513  |
| 4    | Norveška  | 4415  |
| 5    | Slovenija | 3713  |
| 6    | Japonska  | 1555  |
| 7    | Češka     | 1029  |
| 8    | Rusija    | 741   |
| 9    | Francija  | 386   |
| 10   | Švica     | 306   |

| Uvr. |                     | CHF     |
| ---- | ------------------- | ------- |
| 1    | Stefan Kraft        | 188,500 |
| 2    | Kamil Stoch         | 187,400 |
| 3    | Andreas Wellinger   | 144,600 |
| 4    | Maciej Kot          | 132,500 |
| 5    | Daniel-André Tande  | 127,350 |
| 6    | Markus Eisenbichler | 109,200 |
| 7    | Michael Hayböck     | 103,400 |
| 8    | Domen Prevc         | 100,600 |
| 9    | Piotr Żyła          | 98,050  |
| 10   | Manuel Fettner      | 91,900  |

| Uvr. |                     | Točke |
| ---- | ------------------- | ----- |
| 1    | Kamil Stoch         | 997.8 |
| 2    | Piotr Żyła          | 962.5 |
| 3    | Daniel-André Tande  | 941.8 |
| 4    | Maciej Kot          | 934.3 |
| 5    | Manuel Fettner      | 926.8 |
| 6    | Stefan Kraft        | 926.5 |
| 7    | Markus Eisenbichler | 924.4 |
| 8    | Stephan Leyhe       | 911.1 |
| 9    | Domen Prevc         | 908.8 |
| 10   | Andreas Stjernen    | 900.3 |

| Uvr. |                     | Točke |
| ---- | ------------------- | ----- |
| 1    | Stefan Kraft        | 445   |
| 2    | Andreas Wellinger   | 333   |
| 3    | Kamil Stoch         | 279   |
| 4    | Noriaki Kasai       | 230   |
| 5    | Peter Prevc         | 196   |
| 6    | Michael Hayböck     | 184   |
| 7    | Markus Eisenbichler | 151   |
| 8    | Jurij Tepeš         | 144   |
| 9    | Domen Prevc         | 138   |
| 10   | Piotr Żyła          | 129   |

| Uvr. |                      | Točke  |
| ---- | -------------------- | ------ |
| 1    | Stefan Kraft         | 2298.1 |
| 2    | Kamil Stoch          | 2272.6 |
| 3    | Andreas Wellinger    | 2251.3 |
| 4    | Andreas Stjernen     | 2210.1 |
| 5    | Peter Prevc          | 2180.4 |
| 6    | Johann André Forfang | 2160.4 |
| 7    | Maciej Kot           | 2102.9 |
| 8    | Noriaki Kasai        | 2099.0 |
| 9    | Robert Johansson     | 2090.7 |
| 10   | Daiki Itō            | 2082.2 |

## Ženska lestvica
| Uvr. |                            | Točke |
| ---- | -------------------------- | ----- |
| 1    | Sara Takanaši              | 1455  |
| 2    | Juki Ito                   | 1208  |
| 3    | Maren Lundby               | 1109  |
| 4    | Katharina Althaus          | 776   |
| 5    | Carina Vogt                | 723   |
| 6    | Daniela Iraschko-Stolz     | 717   |
| 7    | Ema Klinec                 | 630   |
| 8    | Jacqueline Seifriedsberger | 544   |
| 9    | Irina Avvakumova           | 531   |
| 10   | Svenja Würth               | 497   |

| Uvr. |           | Točke |
| ---- | --------- | ----- |
| 1    | Japonska  | 3357  |
| 2    | Nemčija   | 2685  |
| 3    | Slovenija | 1674  |
| 4    | Avstrija  | 1651  |
| 5    | Norveška  | 1140  |
| 6    | Rusija    | 921   |
| 7    | ZDA       | 757   |
| 8    | Italija   | 576   |
| 9    | Francija  | 454   |
| 10   | Finska    | 229   |

| Uvr. |                            | CHF    |
| ---- | -------------------------- | ------ |
| 1    | Sara Takanaši              | 43,650 |
| 2    | Juki Ito                   | 36,240 |
| 3    | Maren Lundby               | 33,000 |
| 4    | Katharina Althaus          | 23,220 |
| 5    | Daniela Iraschko-Stolz     | 21,450 |
| 6    | Carina Vogt                | 21,390 |
| 7    | Ema Klinec                 | 18,825 |
| 8    | Jacqueline Seifriedsberger | 16,245 |
| 9    | Irina Avvakumova           | 15,930 |
| 10   | Svenja Würth               | 14,910 |

## Kvalifikacije
| Št. | Kraj                   | Kvalifikacije     | Tekma             | Velikost | Zmagovalec            |
| --- | ---------------------- | ----------------- | ----------------- | -------- | --------------------- |
| 1   | Kuusamo/Ruka           | 24. november 2016 | 25. november 2016 | LH       | Maciej Kot            |
| 2   | Kuusamo/Ruka           | 26. november 2016 | 26. november 2016 | LH       | Daniel-André Tande    |
| 3   | Klingenthal            | 2. december 2016  | 4. december 2016  | LH       | Kamil Stoch           |
| 4   | Lillehammer            | 9. december 2016  | 10. december 2016 | LH       | Kamil Stoch           |
| 5   | Lillehammer            | 11. december 2016 | 11. december 2016 | LH       | Peter Prevc           |
| 6   | Engelberg              | 16. december 2016 | 17. december 2016 | LH       | Michael Hayböck       |
| 7   | Engelberg              | 18. december 2016 | 18. december 2016 | LH       | Andreas Wellinger     |
| 8   | Oberstdorf             | 29. december 2016 | 30. december 2016 | LH       | Daniel-André Tande    |
| 9   | Garmisch-Partenkirchen | 31. december 2016 | 1. january 2017   | LH       | Markus Eisenbichler   |
| 10  | Innsbruck              | 3. january 2017   | 4. january 2017   | LH       | Stefan Kraft          |
| 11  | Bischofshofen          | 5. january 2017   | 6. january 2017   | LH       | Andreas Wellinger     |
| 12  | Wisła                  | 13. january 2017  | 14. january 2017  | LH       | Richard Freitag       |
| 13  | Wisła                  | 15 January 2017   | 15 January 2017   | LH       | Gregor Schlierenzauer |
| 14  | Zakopane               | 20. january 2017  | 22. january 2017  | LH       | Stephan Leyhe         |
| 15  | Willingen              | 27. january 2017  | 29. january 2017  | LH       | Andreas Wellinger     |
| 16  | Oberstdorf             | 3. february 2017  | 4. february 2017  | FH       | Peter Prevc           |
| 17  | Oberstdorf             | 5. february 2017  | 5. february 2017  | FH       | Maciej Kot            |
| 18  | Saporo                 | 10. februar 2017  | 11. februar 2017  | LH       | Peter Prevc           |
| 19  | Saporo                 | 12. februar 2017  | 12. februar 2017  | LH       | Dawid Kubacki         |
| 20  | Pjongčang              | 14. februar 2017  | 15. februar 2017  | LH       | Jan Ziobro            |
| 21  | Pjongčang              | 16. februar 2017  | 16. februar 2017  | LH       | Karl Geiger           |
| 22  | Oslo                   | 10. marec 2017    | 12. marec 2017    | LH       | Andreas Wellinger     |
| 23  | Lillehammer            | 13. marec 2017    | 14. marec 2017    | LH       | Richard Freitag       |
| 24  | Trondheim              | 15. marec 2017    | 16. marec 2017    | LH       | Andreas Stjernen      |
| 25  | Vikersund              | 17. marec 2017    | 19. marec 2017    | FH       | Noriaki Kasai         |
| 26  | Planica                | 23. marec 2017    | 24. marec 2017    | FH       | Robert Johansson      |

| Št.        | Kraj              | Kvalifikacije     | Tekma             | Velikost                                           | Zmagovalka                                         |
| ---------- | ----------------- | ----------------- | ----------------- | -------------------------------------------------- | -------------------------------------------------- |
| 1          | Lillehammer       | 1. december 2016  | 2. december 2016  | NH                                                 | Katharina Althaus                                  |
| 2          | Lillehammer       | 3. december 2016  | 3. december 2016  | NH                                                 | Lucile Morat                                       |
| 3          | Nižni Tagil       | 10. december 2016 | 10. december 2016 | NH                                                 | Maren Lundby                                       |
| 4          | Nižni Tagil       | 11. december 2016 | 11. december 2016 | NH                                                 | Elena Runggaldier                                  |
| 5          | Oberstdorf        | 6. januar 2017    | 7. januar 2017    | LH                                                 | Chiara Hölzl                                       |
| 6          | Oberstdorf        | 8. januar 2017    | 8. januar 2017    | LH                                                 | Nita Englund                                       |
| 7          | Saporo            | 13. januar 2017   | 14. januar 2017   | NH                                                 | Jūka Setō                                          |
| 8          | Saporo            | 15. januar 2017   | 15. januar 2017   | NH                                                 | Svenja Würth                                       |
| 9          | Zaō               | 19. januar 2017   | 20. januar 2017   | NH                                                 | Svenja Würth                                       |
| 10         | Zaō               | 21. januar 2017   | 21. januar 2017   | NH                                                 | Lara Malsiner                                      |
|            | Râșnov            | 27. januar 2017   | 28. januar 2017   | NH                                                 | prijavljenih samo 41 tekmovalk in vse so tekmovale |
| Râșnov     | 29. januar 2017   | 29. januar 2017   | NH                |                                                    | prijavljenih samo 41 tekmovalk in vse so tekmovale |
| Hinzenbach | 3. februar 2017   | 4. februar 2017   | NH                | prijavljenih samo 40 tekmovalk in vse so tekmovale |                                                    |
| Hinzenbach | 5. februar 2017   | 5. februar 2017   | NH                | prijavljenih samo 40 tekmovalk in vse so tekmovale |                                                    |
| 11         | Ljubno ob Savinji | 10. februar 2017  | 11. februar 2017  | NH                                                 | Anastazija Barannikova                             |
| 12         | Ljubno ob Savinji | 12. februar 2017  | 12. februar 2017  | NH                                                 | Anastazija Barannikova                             |
|            | Pjongčang         | 14. februar 2017  | 15. februar 2017  | LH                                                 | prijavljenih samo 32 tekmovalk in vse so tekmovale |
| Pjongčang  | 16. februar 2017  | 16. februar 2017  | LH                |                                                    | prijavljenih samo 32 tekmovalk in vse so tekmovale |

## Udeleženci
Doslej je v tej sezoni sv. pokala sodelovalo 22 različnih držav (m/ž):
| Azija (4)                                                                         | Azija (4)                                                               |
| --------------------------------------------------------------------------------- | ----------------------------------------------------------------------- |
| - Kitajska - Japonska - Južna Koreja                                              | - Kazahstan - Turčija                                                   |
| Evropa (15)                                                                       |                                                                         |
| - Avstrija - Bolgarija - Češka - Estonija - Finska - Francija - Nemčija - Italija | - Norveška - Poljska - Romunija - Rusija - Slovenija - Ukrajina - Švica |
| Severna Amerika (2)                                                               |                                                                         |
| - Kanada                                                                          | - ZDA                                                                   |